# Cosaques de la mer Noire

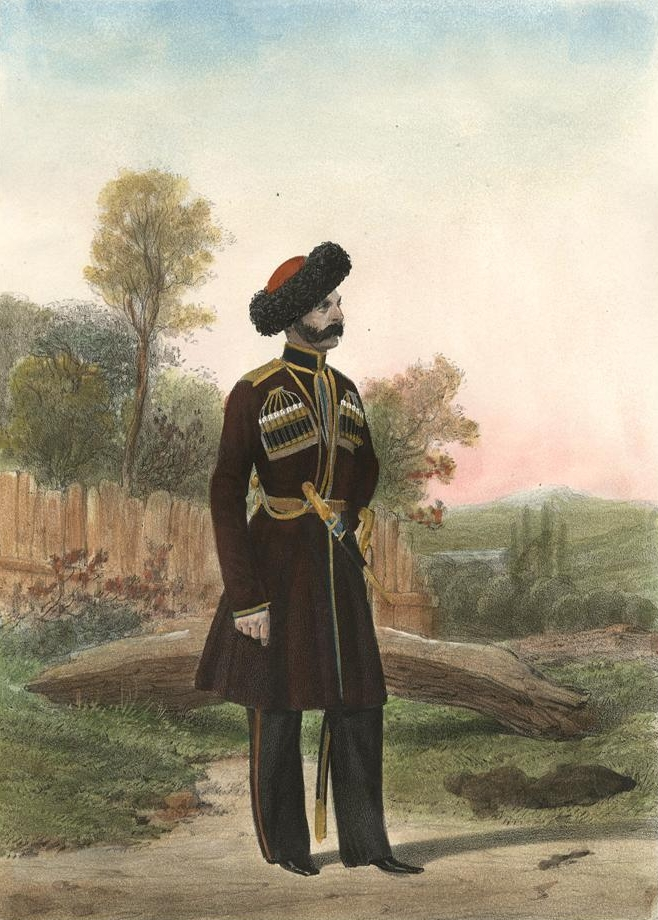
Cosaque de l’artillerie montée des Cosaques de la Mer Noire, vers 1840.

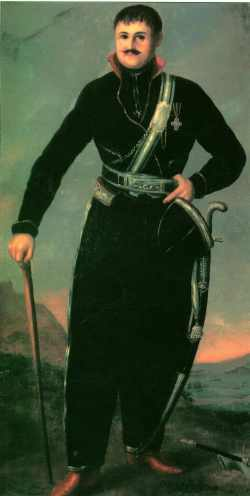
Antin Golovaty troisième Hetman peint par Mikhaïl Matveïevitch Ivanov.

L’armée cosaque de la Mer Noire (Черноморское казачье войско) est une communauté cosaque de l’empire russe formée en 1787 à partir de Cosaques zaporogues dans le sud de l’Ukraine. Dans les années 1790 l’armée cosaque est transférée dans le bassin du Kouban où elle exista jusque dans les années 1860.

## Histoire
En 1792, 14 374 cosaques zaporogues (dont 7 860 hommes) acceptent de s’installer dans le Kouban et fondent la ville de Ekaterinodar en 1794. Au cours de la première moitié du XIXe siècle leurs rangs sont régulièrement renforcés par des déplacements de population, au total près de 100 000 individus venus de Petite Russie (Cosaques zaporogues, d'Azov, du Boug...).
Initialement les Cosaques de la Mer Noire dépendaient du gouverneur du gouvernement de Tauride avant de passer en 1820 sous la responsabilité du commandant du corps géorgien (appelé par la suite Corps du Caucase). Les Cosaques se déployant le long du Kouban et dans le piémont ciscaucasien, ils participent activement à la politique russe de conquête du Caucase. En 1860 les Cosaques de la Mer Noire et les Cosaques de la ligne du Caucase, descendants de Cosaques du Don, sont réorganisés en Cosaques du Kouban et du Terek.

## Commandants

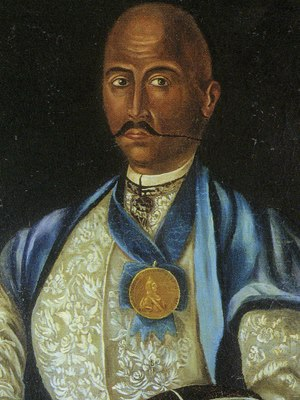
Sydir Bily, premier ataman
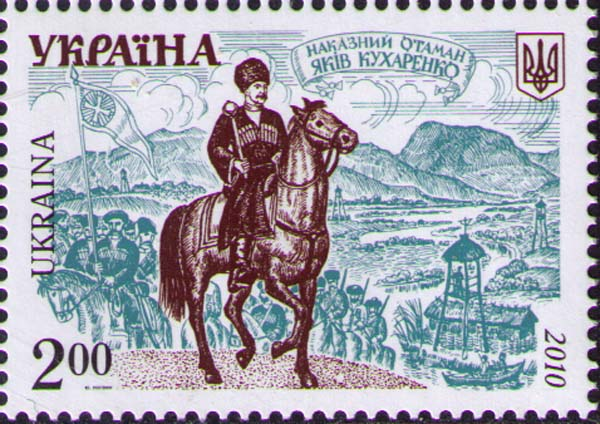
Yakiv Koukharenko, ataman, poète, ethnologue.